# Henri Bléhaut
Henri Paul Arsène Bléhaut (Lione, 22 novembre 1889 – Parigi, 8 dicembre 1962) è stato un ammiraglio francese, che il 13 novembre 1942, quando gli Alleati erano appena sbarcati in Nord Africa (Operazione Torch), cercò invano di convincere l'ammiraglio Jean de Laborde, comandante in capo delle Force d'Haute Mer, a inviare la flotta a unirsi agli loro in Nord Africa; all'alba del 27 novembre 1942, mentre le forze tedesche arrivavano all'arsenale di Tolone, ordinò agli incrociatori della 3ª Divisione leggera (Marsellaise e Jean de Vienne) al suo comando di autoaffondarsi. Tra il 26 marzo 1943 e il 20 agosto 1944 fu Sottosegretario di stato alla Marina e alle Colonie del governo di Vichy.

## Biografia
Nacque Lione il 22 novembre 1889, figlio di Charles Philippe Victor e di Anais Nancy Bernard. Si arruolò nella Marine nationale nel 1908 entrando all'École navale. Promosso lfiere di 2ª classe il 5 ottobre 1911; porto di Tolone.
Il 1° gennaio 1912 si imbarcò sulla nave da battaglia Patrie (Cdt Maurice Grasset), appartenente alla 2ª Squadra. Successivamente passò a bordo del cacciatorpediniere Mameluck e poi della corazzata Henri IV in Tunisia. Promosso alfiere di prima classe il 5 ottobre 1913.
Nel 1914 si imbarcò sul cacciatorpediniere Commandant Rivière, con cui partecipò alle operazioni contro la il participa avec ce bâtiment aux opérations contre la flotta austro-ungarica in Adriatico, distinguendosi in particolare nell'evacuazione dell'esercito serbo; il suo coraggio durante un combattimento notturno il 22 dicembre 1916 gli valse una citazione. Nel 1917 era secondo in comando a bordo del sottomarino Franklin, e nel 1918 era imbarcato sulla nave da battaglia Marceau. Promosso tenente di vascello il 9 marzo 1918, assegnato alla Stato maggiore della Flotta dell'Adriatico, nell'ottobre dello stesso anno assunse il comando del sommergibile Cigogne a Tolone.
Il 15 febbraio 1919 era comandante di sommergibile, presso la Squadriglia Sommergibili del 1° distretto marittimo di Cherbourg.  Comandò poi in successione i sommergibili Clorindre, Joëssel e Requin. Dal 1927 si imbarcò su navi di superficie; cacciatorpediniere Panthère, incrociatore leggero Lamotte-Picquet.
Nel maggio 1929 assunse il comando della 11ª Divisione torpediniere, alzando la sua insegna sulla torpediniera L'Alcyon. Tra il 1932 e il 1934 fu capo di stato maggiore delle Forze navali dell'Estremo Oriente a bordo dell'incrociatore leggero Primaguet.
Tra il 1936 e il 1938 fu comandante di una squadriglia cacciatorpediniere, alzando la sua insegna sul Maillé-Brézé, e dal 1938 al 1939 fu capo di stato maggiore della 3ª Regione marittima ad Algeri, imbarcato sull'incrociatore pesante Algérie. Tra il 1939 e il 1941 fu capo di stato maggiore della Flotta del Mediterraneo e poi delle Forze marittime del Sud. Nel 1940 fu promosso contrammiraglio. Tra il settembre 1941 e il novembre 1942 fu comandante della 3ª Divisione leggera (Marsellaise e Jean de Vienne) a Tolone, alzando la sua insegna a bordo dell'incrociatore leggero Marsellaise.  Il 13 novembre 1942, quando gli Alleati erano appena sbarcati in Nord Africa, cercò invano di convincere il viceammiraglio Jean de Laborde, comandante in capo delle Force d'Haute Mer, a inviare la flotta a unirsi agli Alleati in Nord Africa; all'alba del 27 novembre 1942, mentre le forze tedesche arrivavano all'arsenale di Tolone, ordinò ai suoi incrociatori di autoaffondarsi.
Il 26 marzo 1943 divenne Segretario di Stato alla marina e alle Colonie nel governo di Vichy. Fu arrestato dai tedeschi a Vichy il 20 agosto 1944, lo stesso giorno del Maresciallo di Francia Philippe Pétain, da comando della Gestapo e dalla Feldgendarmerie, e trasferito di forza a  Sigmaringen, in Germania. Le nuove autorità francesi lo congedarono dalla Marine nationale nel settembre del 1944. Egli fece parte del piccolo seguito che accompagnò il maresciallo Pétain quando quest'ultimo fu evacuato dai tedeschi da Sigmaringen alla fine dell'aprile del 1945, di fronte all'avanzata alleata. Dopo un soggiorno in Svizzera, il maresciallo Pétain e il suo seguito si arresero al valico di frontiera di Vallorbe pochi giorni dopo, mentre lui fu poi imprigionato nel penitenziario di Fresnes, nella periferia di Parigi.
Rilasciato in libertà provvisoria nel marzo 1946, decise di non comparire davanti all'Alta Corte di Giustizia e si rifugiò in Svizzera. Riconosciuto colpevole dei crimini di messa in pericolo della sicurezza dello Stato e di indegnità nazionale dall'Alta Corte di Giustizia il 1 giugno 1948, fu condannato in contumacia a dieci anni di carcere e alla degradazione nazionale a vita. Rientrato volontariamente in Francia nel 1955, comparve davanti ai tribunali e fu immediatamente assolto dall'Alta Corte di Giustizia il 18 marzo 1955. Il decreto di revoca fu annullato dal Consiglio di Stato il 24 maggio 1956. Si spense nel XVII arrondissement di Parigi l'8 dicembre 1962.

### Annotazioni
1. ↑  Aveva esitato ad assumere tale incarico, ma  di fronte al timore di vedere questo ministero cadere in mani filo-tedesche, decise infine di accettare. Da allora in poi, continuò a condurre una lotta costante contro le commissioni d'armistizio tedesche e italiane, a sabotare qualsiasi lavoro negli arsenali per conto del nemico e a proteggere il personale della Marina e delle Colonie dall'essere inviato in Germania. Grazie a lui, la Sicurezza della Marina lavorò all'intelligence per conto degli Alleati e l'infrastruttura della Marina fu relativamente preservata.

### Fonti
1. 1 2 3 4 5 6 7 8 9 10 11 12 13 14 15 16 17 18 19 20 21 22  Espace Tradition de l'Ecole Navale.
2. 1 2 3 4 5 6 7 8  Leonore.
3. 1 2 3 4 5 6 7 8 9 10  Traces of War.